# Nicolas Michelin
Pour les articles homonymes, voir Michelin (homonymie).
Pour les autres membres de la famille, voir Famille Michelin.
Nicolas Michelin (né le 26 janvier 1955 à Neuilly-sur-Seine, Hauts-de-Seine, France) est un architecte urbaniste français, fils de l'architecte Daniel Michelin (1915-2005) et arrière-petit-fils d'André Michelin (1853-1931), cofondateur de l'entreprise Michelin. Après avoir été associé à Finn Geipel sous le nom de LABFAC en 1985, il fonde ANMA (Agence Nicolas Michelin & Associés) en 2000, qu’il dirige aujourd’hui en collaboration avec ses associés Michel Delplace et Cyril Trétout.  Lauréate de nombreux concours et notamment du futur siège du ministère de la Défense à Paris, ANMA figure aujourd’hui parmi les agences françaises les plus prolifiques en matière d’architecture et d’urbanisme.

## Biographie
Né en 1955 à Neuilly-sur-Seine, Nicolas Michelin fait des études de physique et de mathématiques à l’université de Paris VI avant d’entreprendre des études d’architecture à l’École de Paris Conflans où il obtient  son diplôme d’architecte en 1980.  En 1985, il s’associe à l’architecte Finn Geipel pour créer l’agence d’architecture LABFAC opérant entre Paris et Berlin. C’est notamment dans le cadre de leur collaboration que des projets tels que l’École d’Arts de Limoges ou encore le Théâtre de Quimper ont vu le jour.
En 2000, Nicolas Michelin fonde ANMA - Agence Nicolas Michelin & Associés (Nicolas Michelin, Michel Deplace, Cyril Trétout), qui produit des solutions innovantes en matière d’architecture, d’urbanisme et de paysage.  La pierre angulaire de la démarche d’ANMA se résume en huit thèmes : Ultra-Contextualité / Ordinaire - Extra / Énergie Naturelle /  Légèreté Économique /  Haute Qualité d'Usage / Densité Vertueuse / Nature en Ville / Poétique de l'Inutile. Tous les projets réalisés par ANMA sont différents et cette approche sur-mesure qualifie sa production.
Particulièrement investi dans la création de la ville et l’architecture écologique, Nicolas Michelin fait figure de précurseur en ce qui concerne l’ultracontextualité. Cette notion qu’il a définie renvoie à l’intégration sans ostentation du bâtiment dans son paysage. D’après le fondateur d’ANMA, un bon bâtiment « est conçu en fonction des forces existantes, (…) magnifie le site (…) et laisse une place prépondérante à la végétation » (Source : Cinq sur cinq –Dix projets sur mesure, Éditions Archibooks, 2008). Les projets de l’agence, en lien avec la notion d’ultracontextualité  et le genius loci cherchent à sublimer les lieux dans lesquels ils s’insèrent en révélant leur singularité. La combinaison de ces deux éléments lui permet de réaliser ce qu’il appelle l’ordinaire-extraordinaire, des bâtiments qui « produisent tout d’abord une impression d’ordinaire (…) dans le sens d’inhabituel, et qui se révèlent en seconde lecture comme un projet singulier et contemporain » (Source : Cinq sur cinq –Dix projets sur mesure). Il s’agit donc de produire un maximum d’effet poétique avec un minimum d’effet plastique. 
Architecte engagé et soucieux d’apporter sa contribution à la réflexion pour une architecture durable, innovante et contemporaine, Nicolas Michelin a écrit et dirigé la rédaction de plus de 7 ouvrages. En 2005, il écrit Nouveau Paris, la ville et ses possibles ; catalogue de l’exposition éponyme présentée au Pavillon de l’Arsenal (du 17 mars au 28 aout 2005). Nicolas Michelin assure le commissariat  scientifique et Toyō Itō la scénographie, l’exposition explore les possibilités d’évolution de Paris au regard des enjeux du développement durable et des nouvelles pratiques citadines.
Entre 2006 et 2010, Nicolas Michelin signe cinq autres ouvrages : "Avis: propos sur l’architecture, la ville, l’environnement(2006"), L’Aventure de la transformation d’une halle, des farines à l’université  (2007); et Cinq sur cinq – Dix projets sur mesure (2008) qui analyse cinq projets architecturaux et urbains réalisés par ANMA. En 2008 à la suite d'AGORA, la Biennale d’Architecture de Bordeaux, Nicolas Michelin publie Alerte ! Et si on pensait un peu plus à elle ?, un manifeste en faveur d’un urbanisme et d’une architecture durable. En 2010, à l’occasion des 10 ans d’ANMA, il publie Attitudes (2010), ses écrits les plus récents ou il revient sur la mise en œuvre des convictions développées au sein de l’agence au cours de la dernière décennie. 
Parallèlement à ses activités d'architecte, Nicolas Michelin a été amené à assurer des fonctions connexes. Il est nommé expert auprès de divers organismes d’État (Commission du 1 % artistique, rapporteur Délégation aux arts plastiques, Commission Nationale De La Commande Publique). 
De 1985 à 2000, il dirige l’École et le Centre d’Art Contemporain de Rueil-Malmaison.

## Prix et distinctions
- Pyramide d’argent Aquitaine, 2 mentions – le Grand Prix Régional et le prix de l’innovation pour le projet Bordeaux Bassins à Flot, Bacalan
- Mention Spéciale de l'Équerre d'Argent en 2010 pour les Logements ZAC du Grand Large - Neptune à Dunkerque
- Nomination au Grand Prix d’Urbanisme 2005, 2007, 2008 et 2009
- Mention Équerre d'Argent pour le Gymnase Europole à Grenoble en 2003
- Chevalier de la Légion d'honneur en 2013[2].

## Principales réalisations

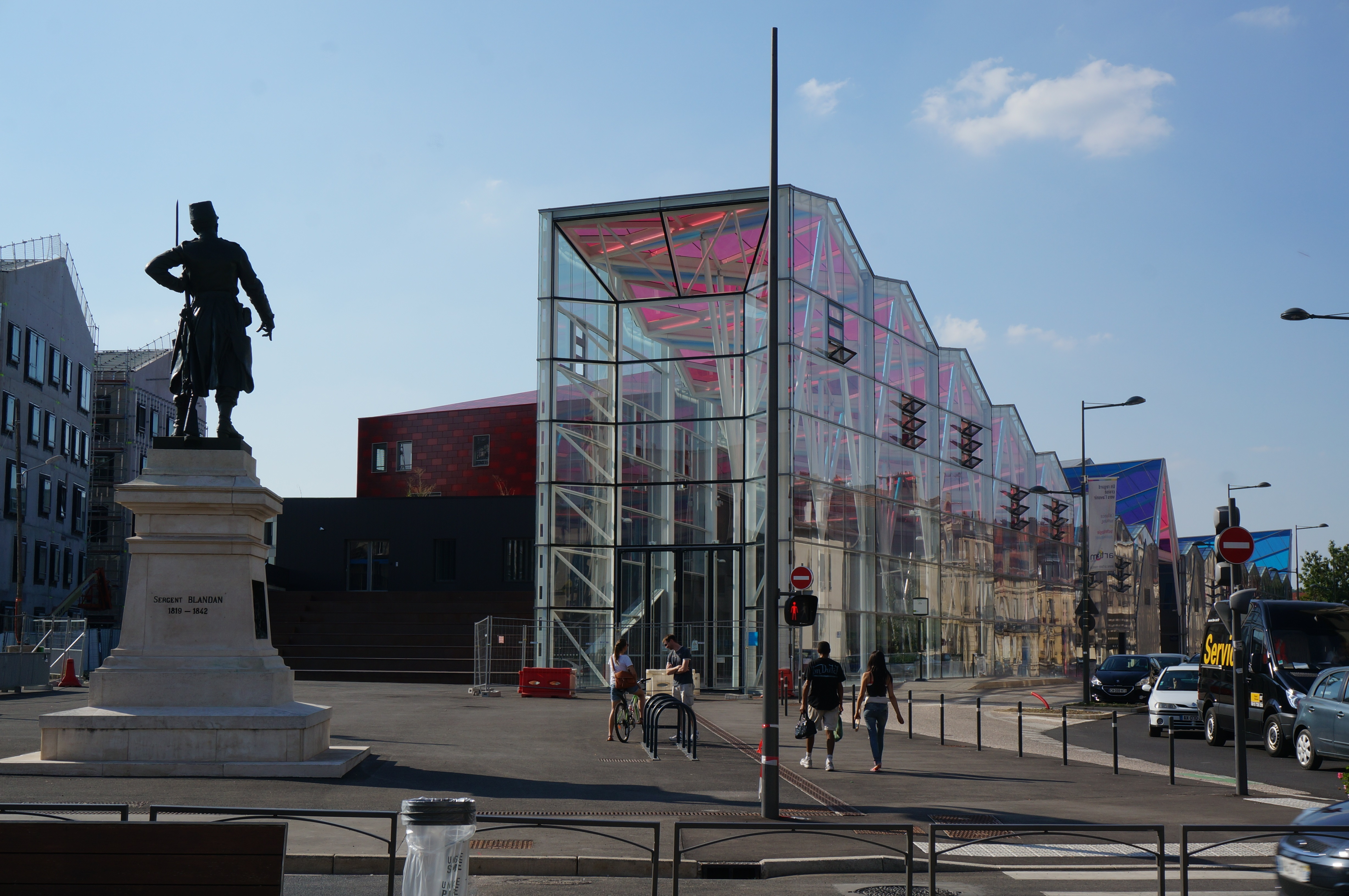
Artem en 2013.

- Logements, Îlot Armagnac[3], médiathèque et gymnase, 2012, Bordeaux, quartier Belcier
- Logements de L’étang des cygnes, 2012, Meaux,
- Logements sociaux, 2012, Alfortville
- Logements ZAC Grand Large, 2010, Dunkerque
- Logements ZAC des Deux Lions, 2010, Tours
- Logements sociaux, 2010, Nancy
- Théâtre de la Piscine, 2008, Châtenay-Malabry
- Logements Habiter les Quais, 2007, Nantes
- Bureaux de l’Agence de l’eau, 2006, Rouen
- La Halle aux Farines, 2006, Paris

- Artem à Nancy[4]
- Nouveau siège du ministère de la Défense, Hexagone Balard, Paris[5].
- Bibliothèque nationale et universitaire, Strasbourg[6].
- Futur centre culturel « Les Fuseaux », St-Dizier
- Caisse d’allocations familiales, Saint Brieuc
- Théâtre de Cornouaille, 1998, Quimper

## Projets en cours
- ARTEM (Art, Technologie et Management), Nancy
- Cité universitaire Paris, Paris
- Palais de Justice, Limoges
- Maison de la recherche, Toulon
- Quartier Confluence, Saint Denis
- Secteur faubourg d’Arras-Europe, Lille
- Grand Est, 2010, Dijon
- Les Bassins à Flots, Bordeaux[7]
- Quartier de la Gare, nouvelle Gare, 2014, Lorient
- Gares de Créteil - L'Échat et Saint-Maur - Créteil du Grand Paris Express, 2020.

## Films
- Vers une hybridation des usages, Portrait de Nicolas Michelin est un film qui a été réalisé par Gilles Coudert (13 min / 2006 / a.p.r.e.s production). Ce film donne la parole au lauréat du concours de la Communauté Urbaine du Grand Nancy lancé en mai 2005. Il aborde l’aménagement urbain du site ARTEM (Art, Technologie et Management) à Nancy ainsi que le projet urbain de Nicolas Michelin pour cette ville.

- Bordeaux 2046 est un film de Nicolas Michelin présenté à l’occasion de la biennale de Venise en 2010. Ce dernier aborde les différents projets en cours  et les fictions de réalisations possibles  dans cette ville.